# Monte Brione
Il monte Brione è un colle che divide il comune di Riva del Garda dall'abitato di Torbole, in Trentino.

## Storia

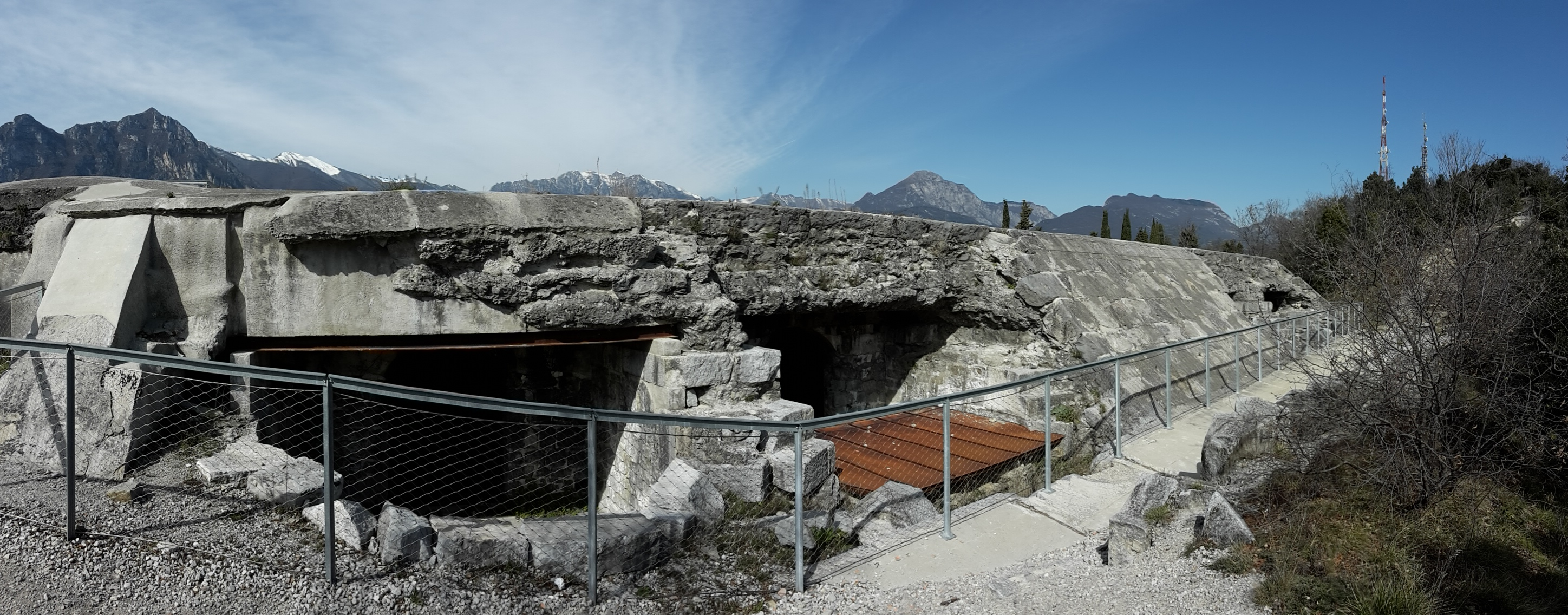
Viste della batteria del monte Brione

Sul monte sono rimasti i resti lasciati dall'esercito austro-ungarico che lo fortificarono dal 1862 al 1911. La zona infatti è caratterizzata dalla presenza di numerose fortificazioni e resti bellici risalenti alla Grande Guerra, in particolare, da sud verso nord, il forte San Nicolò, il forte Garda, la Batteria di Mezzo e il forte Sant'Alessandro.

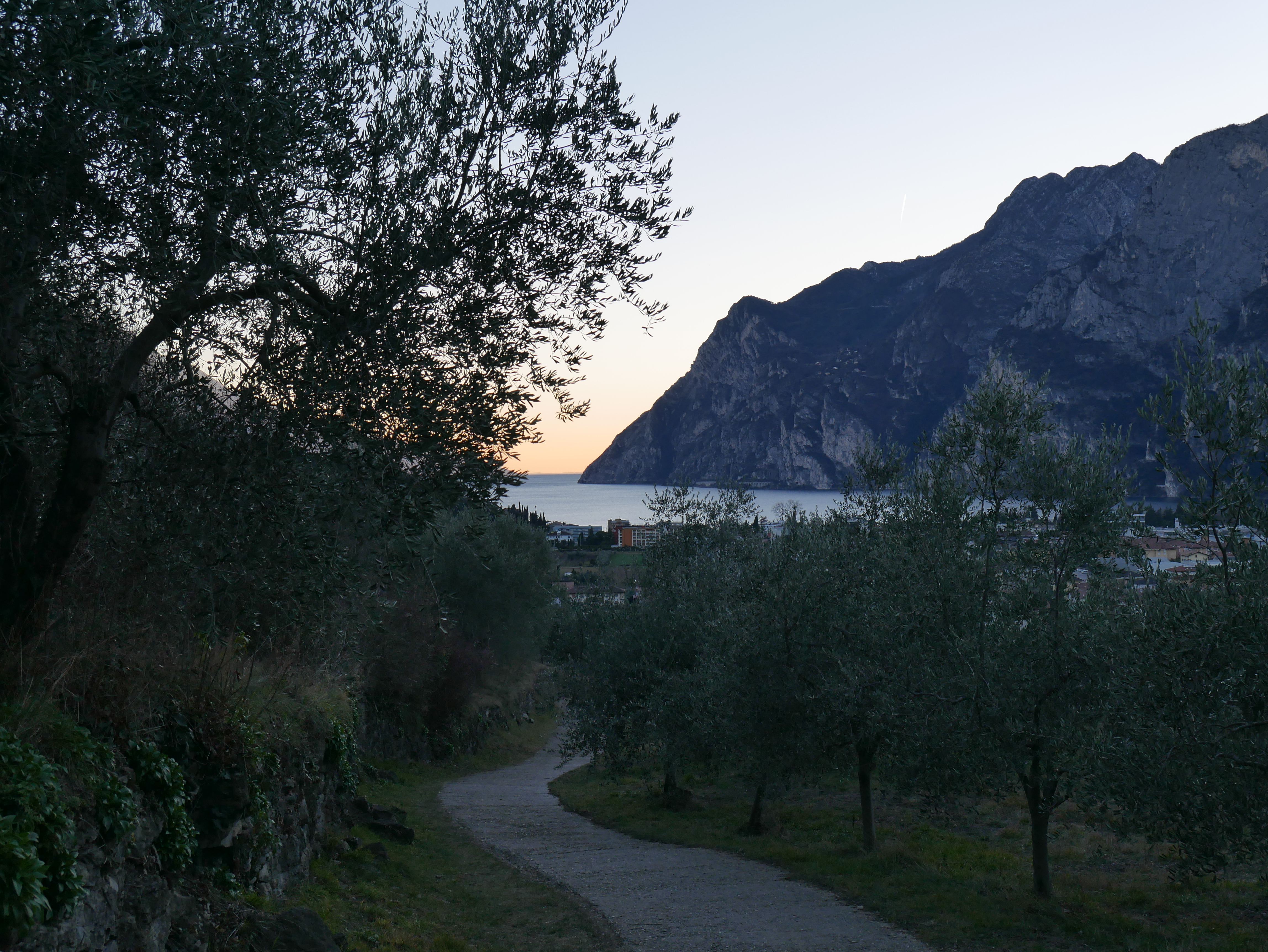
Strada che dal monte Brione scende verso l'abitato di Riva del Garda. Sullo sfondo il Lago di Garda

## Territorio
Il monte Brione (da cui prende il nome il biotopo), alto 374 m s.l.m., si erge nella piana del Basso Sarca tra Riva del Garda e Arco. Esso costituisce una sorta di scoglio roccioso che, mentre ad ovest digrada dolcemente, ad est presenta un'impervia scogliera, in alcuni punti alta fino a 250 metri; la roccia, quasi sempre friabile, ha limitato lo svilupparsi dell'arrampicata.
Il Brione è considerato un "monadnock", una specie di cuneo roccioso che divideva il flusso glaciale vallivo in età würmiana. Isolato nel bel mezzo della larga piana del Basso Sarca disegna ad est verso la Valle del Basso Sarca bagnata dal fiume, un arco roccioso la cui estremità s'interna per circa 300 m nel lago. Dallo scosceso versante orientale corrisponde il piano inclinato. Tale singolare andamento, a triangolo isoscele, è dovuto alle pile di strati calcarei oligocenici e miocenici (arenarie) e pleistocenici (marne) leggermente inclinati, e trova una corrispondenza con la conformazione geologica della falde occidentali del vicino Monte Creino, dalle quali sarebbe stato separato dall'erosione glaciale. Secondo la stimolante tesi di alcuni geologi (Cozzaglio) il monte sarebbe scivolato dove oggi si trova, dal Creino probabilmente in periodo interglaciale. Per Sant'Alessandro passava la strada romana lungo la quale si rinvennero parecchie tombe dei primi secoli dopo Cristo. Un importante sepolcreto, con oggetti di corredo, fu scoperto nel 1880 "al Belli".
Il biotopo Monte Brione è un'area naturale protetta istituita nel 1992 ne occupa una superficie di 66,28 ha.

## Comuni
Il monte è suddiviso tra i comuni di Riva del Garda e Arco.